# Házená na Letních olympijských hrách 2012
Házenkářské turnaje na Letních olympijských hrách 2012 proběhly od 28. července do 12. srpna 2012. Turnaje se odehrály v Basketball Areně a Copper Box Aréně
v Londýně.

## Arény
| Londýn          | Londýn           |
| Copper Box      | Basketball Arena |
| Cooper Box      | Basketball Aréna |
| Kapacita: 7 000 | Kapacita: 12 000 |
| Otevřen: 2011   | Otevřen: 2011    |

## Turnaj mužů
| Zlato   | Francie (FRA)    |
| Stříbro | Švédsko (SWE)    |
| Bronz   | Chorvatsko (CRO) |

Turnaje se zúčastnilo 12 mužstev, rozdělených do dvou šestičlenných skupin, z nichž první čtyři postoupili do play off, kde se hrálo o medaile. Olympijskými vítězi se stali podruhé házenkáři Francie.

### Skupina A
|    |                | ISL   | FRA   | SWE   | TUN   | ARG   | GBR   | V | R | P | Skóre   | B  |
| 1. | Island         | ***   | 30:29 | 33:32 | 32:22 | 31:25 | 41:24 | 5 | 0 | 0 | 167:132 | 10 |
| 2. | Francie        | 29:30 | ***   | 29:26 | 25:19 | 32:20 | 44:15 | 4 | 0 | 1 | 159:110 | 8  |
| 3. | Švédsko        | 32:33 | 26:29 | ***   | 28:21 | 29:13 | 41:19 | 3 | 0 | 2 | 156:115 | 6  |
| 4. | Tunisko        | 22:32 | 19:25 | 21:28 | ***   | 25:23 | 34:17 | 2 | 0 | 3 | 121:125 | 4  |
| 5. | Argentina      | 25:31 | 20:32 | 13:29 | 23:25 | ***   | 32:21 | 1 | 0 | 4 | 113:138 | 2  |
| 6. | Velká Británie | 24:41 | 15:44 | 19:41 | 17:34 | 21:32 | ***   | 0 | 0 | 5 | 96:182  | 0  |

| 29. července 2012 9:30 | Island       | 31:25      | Argentina | Londýn (Copper Box) Počet diváků: 3 701 Rozhodčí: Geipel, Helbig (GER) |
| 29. července 2012 9:30 | Sigurðsson 9 | (15:14)    | Simonet 5 | Londýn (Copper Box) Počet diváků: 3 701 Rozhodčí: Geipel, Helbig (GER) |
| 29. července 2012 9:30 | 6× 3×        | Report A B | 1× 3×     | Londýn (Copper Box) Počet diváků: 3 701 Rozhodčí: Geipel, Helbig (GER) |

| 29. července 2012 14:30 | Švédsko | 28:21      | Tunisko     | Londýn (Copper Box) Počet diváků: 4 155 Rozhodčí: Raluy López, Sabroso (ESP) |
| 29. července 2012 14:30 | Doder 8 | (16:11)    | Boughanmi 6 | Londýn (Copper Box) Počet diváků: 4 155 Rozhodčí: Raluy López, Sabroso (ESP) |
| 29. července 2012 14:30 | 4×      | Report A B | 5× 3×       | Londýn (Copper Box) Počet diváků: 4 155 Rozhodčí: Raluy López, Sabroso (ESP) |

| 29. července 2012 19:30 | Francie | 44:15      | Velká Británie | Londýn (Copper Box) Počet diváků: 5 00 Rozhodčí: Abdulla, Bamutref (QAT) |
| 29. července 2012 19:30 | Joli 11 | (21:7)     | Garnham 6      | Londýn (Copper Box) Počet diváků: 5 00 Rozhodčí: Abdulla, Bamutref (QAT) |
| 29. července 2012 19:30 | 2×      | Report A B | 4× 3× 1×       | Londýn (Copper Box) Počet diváků: 5 00 Rozhodčí: Abdulla, Bamutref (QAT) |

| 31. července 2012 9:30 | Tunisko    | 22:32      | Island       | Londýn (Copper Box) Počet diváků: 3 559 Rozhodčí: Al-Nuaimi, Omar (UAE) |
| 31. července 2012 9:30 | Bannour 10 | (8:19)     | Pálmarsson 8 | Londýn (Copper Box) Počet diváků: 3 559 Rozhodčí: Al-Nuaimi, Omar (UAE) |
| 31. července 2012 9:30 | 3× 4×      | Report A B | 5× 4×        | Londýn (Copper Box) Počet diváků: 3 559 Rozhodčí: Al-Nuaimi, Omar (UAE) |

| 31. července 2012 14:30 | Velká Británie | 19:41      | Švédsko   | Londýn (Copper Box) Počet diváků: 4 382 Rozhodčí: Nikolić, Stojković (SRB) |
| 31. července 2012 14:30 | Larsson 4      | (10:24)    | Ekberg 13 | Londýn (Copper Box) Počet diváků: 4 382 Rozhodčí: Nikolić, Stojković (SRB) |
| 31. července 2012 14:30 | 6× 3× 1×       | Report A B | 4× 3×     | Londýn (Copper Box) Počet diváků: 4 382 Rozhodčí: Nikolić, Stojković (SRB) |

| 31. července 2012 21:15 | Argentina               | 20:32      | Francie     | Londýn (Copper Box) Počet diváků: 3 906 Rozhodčí: Olesen, Peders (DEN) |
| 31. července 2012 21:15 | Fernández, Riccobelli 4 | (9:17)     | Karabatić 7 | Londýn (Copper Box) Počet diváků: 3 906 Rozhodčí: Olesen, Peders (DEN) |
| 31. července 2012 21:15 | 2× 3×                   | Report A B | 2× 3×       | Londýn (Copper Box) Počet diváků: 3 906 Rozhodčí: Olesen, Peders (DEN) |

| 2. srpna 2012 11:15 | Francie    | 25:19      | Tunisko   | Londýn (Copper Box) Počet diváků: 4 670 Rozhodčí: Nikolić, Stojković (SRB) |
| 2. srpna 2012 11:15 | Narcisse 7 | (12:11)    | Bannour 5 | Londýn (Copper Box) Počet diváků: 4 670 Rozhodčí: Nikolić, Stojković (SRB) |
| 2. srpna 2012 11:15 | 5× 4×      | Report A B | 7× 4×     | Londýn (Copper Box) Počet diváků: 4 670 Rozhodčí: Nikolić, Stojković (SRB) |

| 2. srpna 2012 16:15 | Velká Británie | 21:32      | Argentina | Londýn (Copper Box) Počet diváků: 4 581 Rozhodčí: Coulibaly, Diabate (CIV) |
| 2. srpna 2012 16:15 | Larsson 6      | (11:16)    | Simonet 6 | Londýn (Copper Box) Počet diváků: 4 581 Rozhodčí: Coulibaly, Diabate (CIV) |
| 2. srpna 2012 16:15 | 4×             | Report A B | 3×        | Londýn (Copper Box) Počet diváků: 4 581 Rozhodčí: Coulibaly, Diabate (CIV) |

| 2. srpna 2012 21:15 | Švédsko   | 32:33      | Island       | Londýn (Copper Box) Počet diváků: 4 590 Rozhodčí: Nachevski, Nikolov (MKD) |
| 2. srpna 2012 21:15 | Källman 9 | (13:17)    | Pálmarsson 9 | Londýn (Copper Box) Počet diváků: 4 590 Rozhodčí: Nachevski, Nikolov (MKD) |
| 2. srpna 2012 21:15 | 3×        | Report A B | 8× 3×        | Londýn (Copper Box) Počet diváků: 4 590 Rozhodčí: Nachevski, Nikolov (MKD) |

| 4. srpna 2012 9:30 | Tunisko  | 34:17      | Velká Británie | Londýn (Copper Box) Počet diváků: 4 319 Rozhodčí: Gubica, Milošević (CRO) |
| 4. srpna 2012 9:30 | Toumi 10 | (14:8)     | Edgar 5        | Londýn (Copper Box) Počet diváků: 4 319 Rozhodčí: Gubica, Milošević (CRO) |
| 4. srpna 2012 9:30 | 5× 3×    | Report A b | 6× 3×          | Londýn (Copper Box) Počet diváků: 4 319 Rozhodčí: Gubica, Milošević (CRO) |

| 4. srpna 2012 14:30 | Švédsko  | 29:13      | Argentina | Londýn (Copper Box) Počet diváků: 4 592 Rozhodčí: López, Sabroso (ESP) |
| 4. srpna 2012 14:30 | Ekberg 9 | (12:8)     | Simonet 3 | Londýn (Copper Box) Počet diváků: 4 592 Rozhodčí: López, Sabroso (ESP) |
| 4. srpna 2012 14:30 | 1× 4×    | Report A B | 2× 3×     | Londýn (Copper Box) Počet diváků: 4 592 Rozhodčí: López, Sabroso (ESP) |

| 4. srpna 2012 19:30 | Island      | 30:29      | Francie     | Londýn (Copper Box) Počet diváků: 4 521 Rozhodčí: Krstić, Ljubić (SLO) |
| 4. srpna 2012 19:30 | Petersson 6 | (16:15)    | Fernandez 9 | Londýn (Copper Box) Počet diváků: 4 521 Rozhodčí: Krstić, Ljubić (SLO) |
| 4. srpna 2012 19:30 | 7× 3×       | Report A B | 4× 2×       | Londýn (Copper Box) Počet diváků: 4 521 Rozhodčí: Krstić, Ljubić (SLO) |

| 6. srpna 2012 11:15 | Argentina | 23:25      | Tunisko   | Londýn (Copper Box) Počet diváků: 4 645 Rozhodčí: Olesen, Pedersen (DEN) |
| 6. srpna 2012 11:15 | Simonet 6 | (12:12)    | Alouini 7 | Londýn (Copper Box) Počet diváků: 4 645 Rozhodčí: Olesen, Pedersen (DEN) |
| 6. srpna 2012 11:15 | 7× 2× 1×  | Report A B | 6× 3× 1×  | Londýn (Copper Box) Počet diváků: 4 645 Rozhodčí: Olesen, Pedersen (DEN) |

| 6. srpna 2012 16:15 | Island             | 41:24      | Velká Británie | Londýn (Copper Box) Počet diváků: 4 856 Rozhodčí: Abdulla, Bamutref (QAT) |
| 6. srpna 2012 16:15 | Valur Sigurðsson 8 | (18:15)    | Larsson 9      | Londýn (Copper Box) Počet diváků: 4 856 Rozhodčí: Abdulla, Bamutref (QAT) |
| 6. srpna 2012 16:15 | 4× 3×              | Report A B | 5× 3×          | Londýn (Copper Box) Počet diváků: 4 856 Rozhodčí: Abdulla, Bamutref (QAT) |

| 6. srpna 2012 21:15 | Francie    | 29:26      | Švédsko             | Londýn (Copper Box) Počet diváků: 4 833 Rozhodčí: Gubica, Milošević (CRO) |
| 6. srpna 2012 21:15 | Narcisse 6 | (18:12)    | Ekberg, Andersson 5 | Londýn (Copper Box) Počet diváků: 4 833 Rozhodčí: Gubica, Milošević (CRO) |
| 6. srpna 2012 21:15 | 1× 3×      | Report A B | 2× 3×               | Londýn (Copper Box) Počet diváků: 4 833 Rozhodčí: Gubica, Milošević (CRO) |

### Skupina B
|    |             | CRO   | DEN   | ESP   | HUN   | SER   | KOR   | V | R | P | Skóre   | B  |
| 1. | Chorvatsko  | ***   | 32:21 | 30:25 | 26:19 | 31:23 | 31:21 | 5 | 0 | 0 | 150:109 | 10 |
| 2. | Dánsko      | 21:32 | ***   | 24:23 | 27:25 | 26:25 | 26:24 | 4 | 0 | 1 | 124:129 | 8  |
| 3. | Španělsko   | 25:30 | 23:24 | ***   | 33:22 | 26:21 | 33:29 | 3 | 0 | 2 | 140:126 | 6  |
| 4. | Maďarsko    | 19:26 | 25:27 | 22:33 | ***   | 26:23 | 22:19 | 2 | 0 | 3 | 114:128 | 4  |
| 5. | Srbsko      | 23:31 | 25:26 | 21:26 | 23:26 | ***   | 28:22 | 1 | 0 | 4 | 120:131 | 2  |
| 6. | Jižní Korea | 21:31 | 24:26 | 29:33 | 19:22 | 22:28 | ***   | 0 | 0 | 5 | 115:140 | 0  |

| 29. července 2012 11:15 | Chorvatsko | 31:21      | Jižní Korea       | Londýn (Copper Box) Počet diváků: 4 068 Rozhodčí: Marina, Minore (ARG) |
| 29. července 2012 11:15 | Čupić 8    | (14:8)     | Jeong Yik-Yeong 5 | Londýn (Copper Box) Počet diváků: 4 068 Rozhodčí: Marina, Minore (ARG) |
| 29. července 2012 11:15 | 4× 1×      | Report A B | 6× 2×             | Londýn (Copper Box) Počet diváků: 4 068 Rozhodčí: Marina, Minore (ARG) |

| 29. července 2012 16:15 | Španělsko          | 26:21      | Srbsko | Londýn (Copper Box) Počet diváků: 4 600 Rozhodčí: Abrahamsen, Kristiansen (NOR) |
| 29. července 2012 16:15 | Sarmiento Melián 5 | (10:14)    | Ilić 6 | Londýn (Copper Box) Počet diváků: 4 600 Rozhodčí: Abrahamsen, Kristiansen (NOR) |
| 29. července 2012 16:15 | 5× 3×              | Report A B | 5× 3×  | Londýn (Copper Box) Počet diváků: 4 600 Rozhodčí: Abrahamsen, Kristiansen (NOR) |

| 29. července 2012 21:15 | Maďarsko  | 25:27      | Dánsko   | Londýn (Copper Box) Počet diváků: 5 000 Rozhodčí: Lazaar, Reveret (FRA) |
| 29. července 2012 21:15 | Császár 8 | (10:13)    | Eggert 9 | Londýn (Copper Box) Počet diváků: 5 000 Rozhodčí: Lazaar, Reveret (FRA) |
| 29. července 2012 21:15 | 7× 1×     | Report A B | 5× 3×    | Londýn (Copper Box) Počet diváků: 5 000 Rozhodčí: Lazaar, Reveret (FRA) |

| 31. července 2012 11:15 | Jižní Korea                  | 19:22      | Maďarsko | Londýn (Copper Box) Počet diváků: 4 262 Rozhodčí: Nachevski, Nikolov (MKD) |
| 31. července 2012 11:15 | Jeong Yik-Yeong, Jeong Han 4 | (9:7)      | Lékai 5  | Londýn (Copper Box) Počet diváků: 4 262 Rozhodčí: Nachevski, Nikolov (MKD) |
| 31. července 2012 11:15 | 3× 4×                        | Report A B | 4×       | Londýn (Copper Box) Počet diváků: 4 262 Rozhodčí: Nachevski, Nikolov (MKD) |

| 31. července 2012 16:15 | Srbsko  | 23:31      | Chorvatsko | Londýn (Copper Box) Počet diváků: 4 827 Rozhodčí: Horáček, Novotný (CZE) |
| 31. července 2012 16:15 | Vujin 6 | (9:13)     | Čupić 8    | Londýn (Copper Box) Počet diváků: 4 827 Rozhodčí: Horáček, Novotný (CZE) |
| 31. července 2012 16:15 | 3× 4×   | Report A B | 4× 3×      | Londýn (Copper Box) Počet diváků: 4 827 Rozhodčí: Horáček, Novotný (CZE) |

| 31. července 2012 19:30 | Dánsko   | 24:23      | Španělsko | Londýn (Copper Box) Počet diváků: 4 368 Rozhodčí: Krstić, Ljubić (SLO) |
| 31. července 2012 19:30 | Hansen 8 | (13:12)    | 3 hráči 4 | Londýn (Copper Box) Počet diváků: 4 368 Rozhodčí: Krstić, Ljubić (SLO) |
| 31. července 2012 19:30 | 6× 4×    | Report A B | 1× 4×     | Londýn (Copper Box) Počet diváků: 4 368 Rozhodčí: Krstić, Ljubić (SLO) |

| 2. srpna 2012 9:30 | Španělsko | 33:29      | Jižní Korea | Londýn (Copper Box) Počet diváků: 4 209 Rozhodčí: Lazaar, Reveret (FRA) |
| 2. srpna 2012 9:30 | Ugalde 6  | (16:14)    | Woo 8       | Londýn (Copper Box) Počet diváků: 4 209 Rozhodčí: Lazaar, Reveret (FRA) |
| 2. srpna 2012 9:30 | 4× 3×     | Report A B | 8× 2×       | Londýn (Copper Box) Počet diváků: 4 209 Rozhodčí: Lazaar, Reveret (FRA) |

| 2. srpna 2012 14:30 | Chorvatsko | 26:19      | Maďarsko               | Londýn (Copper Box) Počet diváků: 4 950 Rozhodčí: Abrahamsen, Kristiansen (NOR) |
| 2. srpna 2012 14:30 | Čupić 7    | (11:9)     | Császár, László Nagy 4 | Londýn (Copper Box) Počet diváků: 4 950 Rozhodčí: Abrahamsen, Kristiansen (NOR) |
| 2. srpna 2012 14:30 | 6× 3×      | Report A B | 2× 3×                  | Londýn (Copper Box) Počet diváků: 4 950 Rozhodčí: Abrahamsen, Kristiansen (NOR) |

| 2. srpna 2012 19:30 | Srbsko  | 25:26      | Dánsko   | Londýn (Copper Box) Počet diváků: 4 504 Rozhodčí: Geipel, Helbig (GER) |
| 2. srpna 2012 19:30 | Vujin 7 | (11:13)    | Hansen 7 | Londýn (Copper Box) Počet diváků: 4 504 Rozhodčí: Geipel, Helbig (GER) |
| 2. srpna 2012 19:30 | 7× 3×   | Report A B | 3× 2×    | Londýn (Copper Box) Počet diváků: 4 504 Rozhodčí: Geipel, Helbig (GER) |

| 4. srpna 2012 11:15 | Jižní Korea | 22:28      | Srbsko             | Londýn (Copper Box) Počet diváků: 4 525 Rozhodčí: Ch. a J. Bonaventurová (FRA) |
| 4. srpna 2012 11:15 | Jeong Han 6 | (10:12)    | Nikčević, Toskić 5 | Londýn (Copper Box) Počet diváků: 4 525 Rozhodčí: Ch. a J. Bonaventurová (FRA) |
| 4. srpna 2012 11:15 | 2× 3×       | Report A B | 1× 6×              | Londýn (Copper Box) Počet diváků: 4 525 Rozhodčí: Ch. a J. Bonaventurová (FRA) |

| 4. srpna 2012 16:15 | Chorvatsko | 32:21      | Dánsko                    | Londýn (Copper Box) Počet diváků: 4 800 Rozhodčí: Lazaar, Reveret (FRA) |
| 4. srpna 2012 16:15 | 3 hráči 5  | (14:9)     | Eggert Jensen, Lindberg 5 | Londýn (Copper Box) Počet diváků: 4 800 Rozhodčí: Lazaar, Reveret (FRA) |
| 4. srpna 2012 16:15 | 2× 3×      | Report A B | 3×                        | Londýn (Copper Box) Počet diváků: 4 800 Rozhodčí: Lazaar, Reveret (FRA) |

| 4. srpna 2012 21:15 | Maďarsko | 22:33      | Španělsko     | Londýn (Copper Box) Počet diváků: 4 280 Rozhodčí: Horáček, Novotný (CZE) |
| 4. srpna 2012 21:15 | Nagy 7   | (13:16)    | Aguinagalde 9 | Londýn (Copper Box) Počet diváků: 4 280 Rozhodčí: Horáček, Novotný (CZE) |
| 4. srpna 2012 21:15 | 4×       | Report A B | 4× 3×         | Londýn (Copper Box) Počet diváků: 4 280 Rozhodčí: Horáček, Novotný (CZE) |

| 6. srpna 2012 9:30 | Maďarsko | 26:23      | Srbsko             | Londýn (Copper Box) Počet diváků: 4 159 Rozhodčí: Abrahamsen, Kristiansen (NOR) |
| 6. srpna 2012 9:30 | Mocsai 9 | (9:11)     | Ilić, Prodanović 5 | Londýn (Copper Box) Počet diváků: 4 159 Rozhodčí: Abrahamsen, Kristiansen (NOR) |
| 6. srpna 2012 9:30 | 3× 4×    | Report A B | 4× 3×              | Londýn (Copper Box) Počet diváků: 4 159 Rozhodčí: Abrahamsen, Kristiansen (NOR) |

| 6. srpna 2012 14:30 | Dánsko                   | 26:24      | Jižní Korea                | Londýn (Copper Box) Počet diváků: 4 546 Rozhodčí: Al-Nuaimi, Omar (UAE) |
| 6. srpna 2012 14:30 | Eggert Jensen, Knudsen 6 | (13:14)    | Lee Jae-Woo, Eom Hyo-Won 6 | Londýn (Copper Box) Počet diváků: 4 546 Rozhodčí: Al-Nuaimi, Omar (UAE) |
| 6. srpna 2012 14:30 | 2× 4×                    | Report A B | 1× 2×                      | Londýn (Copper Box) Počet diváků: 4 546 Rozhodčí: Al-Nuaimi, Omar (UAE) |

| 6. srpna 2012 19:30 | Španělsko           | 25:30      | Chorvatsko        | Londýn (Copper Box) Počet diváků: 4 856 Rozhodčí: Geipel, Helbig (GER) |
| 6. srpna 2012 19:30 | Entrerríos, Tomás 5 | (10:11)    | Čupić, Lacković 7 | Londýn (Copper Box) Počet diváků: 4 856 Rozhodčí: Geipel, Helbig (GER) |
| 6. srpna 2012 19:30 | 3×                  | Report A B | 2× 4×             | Londýn (Copper Box) Počet diváků: 4 856 Rozhodčí: Geipel, Helbig (GER) |

### Čtvrtfinále
| 8. srpna 2012 11:00 | Island                      | 33:34(PR)  | Maďarsko | Londýn (Basketball Arena) Počet diváků: 9 063 Rozhodčí: Lazaar, Reveret (FRA) |
| 8. srpna 2012 11:00 | Sigurðsson 8                | (12:16)    | Nagy 9   | Londýn (Basketball Arena) Počet diváků: 9 063 Rozhodčí: Lazaar, Reveret (FRA) |
| 8. srpna 2012 11:00 | 2× 3×                       | Report A B | 4× 3×    | Londýn (Basketball Arena) Počet diváků: 9 063 Rozhodčí: Lazaar, Reveret (FRA) |
| 8. srpna 2012 11:00 | ZČ: 27:27, Prodl.: 3:3, 3:4 |            |          | Londýn (Basketball Arena) Počet diváků: 9 063 Rozhodčí: Lazaar, Reveret (FRA) |

| 8. srpna 2012 14:30 | Španělsko | 22:23      | Francie     | Londýn (Basketball Arena) Počet diváků: 8 890 Rozhodčí: Nikolić, Stojković (SRB) |
| 8. srpna 2012 14:30 | Tomás 6   | (12:9)     | Accambray 7 | Londýn (Basketball Arena) Počet diváků: 8 890 Rozhodčí: Nikolić, Stojković (SRB) |
| 8. srpna 2012 14:30 | 3× 4×     | Report A B | 3× 4×       | Londýn (Basketball Arena) Počet diváků: 8 890 Rozhodčí: Nikolić, Stojković (SRB) |

| 8. srpna 2012 18:00 | Švédsko | 24:22      | Dánsko     | Londýn (Basketball Arena) Počet diváků: 9 494 Rozhodčí: Nachevski, Nikolov (MKD) |
| 8. srpna 2012 18:00 | Doder 6 | (11:9)     | Lindberg 6 | Londýn (Basketball Arena) Počet diváků: 9 494 Rozhodčí: Nachevski, Nikolov (MKD) |
| 8. srpna 2012 18:00 | 5× 4×   | Report A B | 2× 4×      | Londýn (Basketball Arena) Počet diváků: 9 494 Rozhodčí: Nachevski, Nikolov (MKD) |

| 8. srpna 2012 21:30 | Chorvatsko | 25:23      | Tunisko            | Londýn (Basketball Arena) Počet diváků: 9 578 Rozhodčí: Marina, Minore (ARG) |
| 8. srpna 2012 21:30 | Čupić 8    | (11:12)    | Jallouz, Alouini 4 | Londýn (Basketball Arena) Počet diváků: 9 578 Rozhodčí: Marina, Minore (ARG) |
| 8. srpna 2012 21:30 | 3× 2×      | Report A B | 5× 4× 1×           | Londýn (Basketball Arena) Počet diváků: 9 578 Rozhodčí: Marina, Minore (ARG) |

### Semifinále
| 10. srpna 2012 17:00 | Maďarsko  | 26:27      | Švédsko  | Londýn (Basketball Arena) Počet diváků: 9 597 Rozhodčí: Geipel, Helbig (GER) |
| 10. srpna 2012 17:00 | Császár 8 | (12:15)    | Ekberg 6 | Londýn (Basketball Arena) Počet diváků: 9 597 Rozhodčí: Geipel, Helbig (GER) |
| 10. srpna 2012 17:00 | 3× 4×     | Report A B | 5× 3×    | Londýn (Basketball Arena) Počet diváků: 9 597 Rozhodčí: Geipel, Helbig (GER) |

| 10. srpna 2012 20:30 | Francie   | 25:22      | Chorvatsko | Londýn (Basketball Arena) Počet diváků: 9 849 Rozhodčí: Abrahamsen, Kristiansen (NOR) |
| 10. srpna 2012 20:30 | 3 hráči 4 | (12:10)    | Horvat 6   | Londýn (Basketball Arena) Počet diváků: 9 849 Rozhodčí: Abrahamsen, Kristiansen (NOR) |
| 10. srpna 2012 20:30 | 2× 4×     | Report A B | 2× 4×      | Londýn (Basketball Arena) Počet diváků: 9 849 Rozhodčí: Abrahamsen, Kristiansen (NOR) |

### Finále
| 12. srpna 2012 15:00 | Švédsko  | 21:22      | Francie  | Londýn (Basketball Arena) Počet diváků: 9 627 Rozhodčí: Krstić, Ljubić (SLO) |
| 12. srpna 2012 15:00 | Ekberg 6 | (8:10)     | Guigou 5 | Londýn (Basketball Arena) Počet diváků: 9 627 Rozhodčí: Krstić, Ljubić (SLO) |
| 12. srpna 2012 15:00 | 4× 3×    | Report A B | 2× 4×    | Londýn (Basketball Arena) Počet diváků: 9 627 Rozhodčí: Krstić, Ljubić (SLO) |

### O 3. místo
| 12. srpna 2012 11:00 | Maďarsko   | 26:33      | Chorvatsko | Londýn (Basketball Arena) Počet diváků: 9 263 Rozhodčí: Horáček, Novotný (CZE) |
| 12. srpna 2012 11:00 | Harsányi 7 | (14:19)    | Čupić 8    | Londýn (Basketball Arena) Počet diváků: 9 263 Rozhodčí: Horáček, Novotný (CZE) |
| 12. srpna 2012 11:00 | 4×         | Report A B | 3×         | Londýn (Basketball Arena) Počet diváků: 9 263 Rozhodčí: Horáček, Novotný (CZE) |

### Soupisky
1.  Francie
| - Jérôme Fernandez - Didier Dinart - Xavier Barachet - Guillaume Gille - Bertrand Gille | - Daniel Narcisse - Guillaume Joli - Samuel Honrubia - Daouda Karaboué - Nikola Karabatić | - Thierry Omeyer - William Accambray - Luc Abalo - Cédric Sorhaindo - Michaël Guigou |

2.  Švédsko
| - Mattias Andersson - Mattias Gustafsson - Kim Andersson - Jonas Källman - Magnus Jernemyr | - Niclas Ekberg - Dalibor Doder - Jonas Larholm - Tobias Karlsson - Johan Jakobsson | - Johan Sjöstrand - Fredrik Petersen - Kim Ekdahl du Rietz - Mattias Zachrisson - Andreas Nilsson |

3.  Chorvatsko
| - Venio Losert - Ivano Balić - Domagoj Duvnjak - Blaženko Lacković - Marko Kopljar | - Igor Vori - Jakov Gojun - Zlatko Horvat - Drago Vuković - Damir Bičanić | - Denis Buntić - Mirko Alilović - Manuel Štrlek - Ivan Čupić - Ivan Ninčević |

### Konečné pořadí
| XXX. | Olympijské hry | Z | V | R | P | Skóre   | B  |
| ---- | -------------- | - | - | - | - | ------- | -- |
| 1.   | Francie        | 8 | 7 | 0 | 1 | 229:175 | 14 |
| 2.   | Švédsko        | 8 | 5 | 0 | 3 | 228:185 | 10 |
| 3.   | Chorvatsko     | 8 | 7 | 0 | 1 | 230:183 | 14 |
| 4.   | Maďarsko       | 8 | 3 | 0 | 5 | 200:221 | 6  |
| 5.   | Island         | 6 | 5 | 0 | 1 | 200:166 | 10 |
| 6.   | Dánsko         | 6 | 4 | 0 | 2 | 146:153 | 8  |
| 7.   | Španělsko      | 6 | 3 | 0 | 3 | 162:149 | 6  |
| 8.   | Tunisko        | 6 | 2 | 0 | 4 | 144:150 | 4  |
| 9.   | Srbsko         | 5 | 1 | 0 | 4 | 120:131 | 2  |
| 10.  | Argentina      | 5 | 1 | 0 | 4 | 113:138 | 2  |
| 11.  | Jižní Korea    | 5 | 0 | 0 | 5 | 115:140 | 0  |
| 12.  | Velká Británie | 5 | 0 | 0 | 5 | 96:182  | 0  |

## Turnaj žen
| Zlato   | Norsko (NOR)     |
| Stříbro | Černá Hora (MNE) |
| Bronz   | Španělsko (ESP)  |

Turnaje se zúčastnilo 12 družstev, rozdělených do dvou šestičlenných skupin, z nichž první čtyři postoupili do play off, kde se hrálo o medaile. Olympijským vítězem se stalo podruhé družstvo Norska.

### Skupina A
|    |                | BRA   | CRO   | RUS   | MNE   | ANG   | GBR   | V | R | P | Skóre   | B |
| 1. | Brazílie       | ***   | 24:23 | 27:31 | 27:25 | 29:26 | 30:17 | 4 | 0 | 1 | 137:122 | 8 |
| 2. | Chorvatsko     | 23:24 | ***   | 30:28 | 27:26 | 37:14 | 28:23 | 4 | 0 | 1 | 145:115 | 8 |
| 3. | Rusko          | 31:27 | 28:30 | ***   | 25:25 | 30:27 | 37:16 | 3 | 1 | 1 | 151:125 | 7 |
| 4. | Černá Hora     | 25:27 | 26:27 | 25:25 | ***   | 30:25 | 31:19 | 2 | 1 | 2 | 137:123 | 5 |
| 5. | Angola         | 26:29 | 23:28 | 27:30 | 25:30 | ***   | 31:25 | 1 | 0 | 4 | 132:142 | 2 |
| 6. | Velká Británie | 17:30 | 14:37 | 16:37 | 19:31 | 25:31 | ***   | 0 | 0 | 5 | 91:166  | 0 |

| 28. července 2012 9:30 | Rusko        | 30:27      | Angola     | Londýn (Copper Box) Počet diváků: 3 604 Rozhodčí: Nachevski, Nikolov (MKD) |
| 28. července 2012 9:30 | Postnovová 5 | (18:12)    | Guialová 5 | Londýn (Copper Box) Počet diváků: 3 604 Rozhodčí: Nachevski, Nikolov (MKD) |
| 28. července 2012 9:30 | 3×           | Report A B | 4× 3×      | Londýn (Copper Box) Počet diváků: 3 604 Rozhodčí: Nachevski, Nikolov (MKD) |

| 28. července 2012 14:30 | Chorvatsko   | 23:24      | Brazílie                     | Londýn (Copper Box) Počet diváků: 3 942 Rozhodčí: Ch. a J. Bonaventurová (FRA) |
| 28. července 2012 14:30 | Jovetićová 6 | (10:9)     | do Nascimentová, Amorimová 5 | Londýn (Copper Box) Počet diváků: 3 942 Rozhodčí: Ch. a J. Bonaventurová (FRA) |
| 28. července 2012 14:30 | 4× 3×        | Report A B | 6× 3× 1×                     | Londýn (Copper Box) Počet diváků: 3 942 Rozhodčí: Ch. a J. Bonaventurová (FRA) |

| 28. července 2012 19:30 | Černá Hora        | 31:19      | Velká Británie | Londýn (Copper Box) Počet diváků: 3 941 Rozhodčí: Duţăová, Florescuová (ROU) |
| 28. července 2012 19:30 | A. Bulatovićová 5 | (18:12)    | Gerbronová 6   | Londýn (Copper Box) Počet diváků: 3 941 Rozhodčí: Duţăová, Florescuová (ROU) |
| 28. července 2012 19:30 | 4× 3×             | Report A B | 5× 3×          | Londýn (Copper Box) Počet diváků: 3 941 Rozhodčí: Duţăová, Florescuová (ROU) |

| 30. července 2012 9:30 | Angola                  | 23:28      | Chorvatsko | Londýn (Copper Box) Počet diváků: 3 892 Rozhodčí: Duţăová, Florescuová (ROU) |
| 30. července 2012 9:30 | Guialová, M. Kialaová 5 | (11:13)    | Zebićová 9 | Londýn (Copper Box) Počet diváků: 3 892 Rozhodčí: Duţăová, Florescuová (ROU) |
| 30. července 2012 9:30 | 4× 2×                   | Report A B | 2× 3×      | Londýn (Copper Box) Počet diváků: 3 892 Rozhodčí: Duţăová, Florescuová (ROU) |

| 30. července 2012 14:30 | Velká Británie | 16:37      | Rusko                       | Londýn (Copper Box) Počet diváků: 4 596 Rozhodčí: Ch. a J. Bonaventurová (FRA) |
| 30. července 2012 14:30 | Bylová 5       | (8:17)     | Turejová, Černoivaněnková 5 | Londýn (Copper Box) Počet diváků: 4 596 Rozhodčí: Ch. a J. Bonaventurová (FRA) |
| 30. července 2012 14:30 | 1× 3×          | Report A B | 4× 2×                       | Londýn (Copper Box) Počet diváků: 4 596 Rozhodčí: Ch. a J. Bonaventurová (FRA) |

| 30. července 2012 19:30 | Brazílie          | 27:25      | Černá Hora        | Londýn (Copper Box) Počet diváků: 3 974 Rozhodčí: Olesen, Pedersen (DEN) |
| 30. července 2012 19:30 | do Nascimentová 8 | (15:16)    | K. Bulatovićová 5 | Londýn (Copper Box) Počet diváků: 3 974 Rozhodčí: Olesen, Pedersen (DEN) |
| 30. července 2012 19:30 | 4× 3× 1×          | Report A B | 7× 3× 1×          | Londýn (Copper Box) Počet diváků: 3 974 Rozhodčí: Olesen, Pedersen (DEN) |

| 1. srpna 2012 11:15 | Černá Hora                    | 30:25      | Angola      | Londýn (Copper Box) Počet diváků: 4 354 Rozhodčí: Abdulla, Bamutref (QAT) |
| 1. srpna 2012 11:15 | Popovićová, K. Bulatovićová 6 | (13:14)    | Carlosová 7 | Londýn (Copper Box) Počet diváků: 4 354 Rozhodčí: Abdulla, Bamutref (QAT) |
| 1. srpna 2012 11:15 | 3×                            | Report A B | 3×          | Londýn (Copper Box) Počet diváků: 4 354 Rozhodčí: Abdulla, Bamutref (QAT) |

| 1. srpna 2012 16:15 | Velká Británie | 17:30      | Brazílie       | Londýn (Copper Box) Počet diváků: 4 622 Rozhodčí: Coulibaly, Diabate (CIV) |
| 1. srpna 2012 16:15 | Bylová 5       | (8:17)     | Rodriguesová 7 | Londýn (Copper Box) Počet diváků: 4 622 Rozhodčí: Coulibaly, Diabate (CIV) |
| 1. srpna 2012 16:15 | 3× 2×          | Report A B | 3×             | Londýn (Copper Box) Počet diváků: 4 622 Rozhodčí: Coulibaly, Diabate (CIV) |

| 1. srpna 2012 21:15 | Rusko      | 28:30      | Chorvatsko    | Londýn (Copper Box) Počet diváků: 4 098 Rozhodčí: Marina, Minore (ARG) |
| 1. srpna 2012 21:15 | Turejová 6 | (15:15)    | Penezićová 10 | Londýn (Copper Box) Počet diváků: 4 098 Rozhodčí: Marina, Minore (ARG) |
| 1. srpna 2012 21:15 | 5× 3×      | Report A B | 6× 3×         | Londýn (Copper Box) Počet diváků: 4 098 Rozhodčí: Marina, Minore (ARG) |

| 3. srpna 2012 9:30 | Angola       | 31:25      | Velká Británie | Londýn (Copper Box) Počet diváků: 4 081 Rozhodčí: Duţăová, Florescuová (ROU) |
| 3. srpna 2012 9:30 | Almeidaová 8 | (14:10)    | Gerbronová 9   | Londýn (Copper Box) Počet diváků: 4 081 Rozhodčí: Duţăová, Florescuová (ROU) |
| 3. srpna 2012 9:30 | 3× 2×        | Report A B | 1× 3×          | Londýn (Copper Box) Počet diváků: 4 081 Rozhodčí: Duţăová, Florescuová (ROU) |

| 3. srpna 2012 14:30 | Chorvatsko    | 27:26      | Černá Hora    | Londýn (Copper Box) Počet diváků: 4 541 Rozhodčí: Lopez, Sabroso (ESP) |
| 3. srpna 2012 14:30 | Popovićová 10 | (12:12)    | Penezićová 10 | Londýn (Copper Box) Počet diváků: 4 541 Rozhodčí: Lopez, Sabroso (ESP) |
| 3. srpna 2012 14:30 | 5× 3×         | Report A B | 4× 2×         | Londýn (Copper Box) Počet diváků: 4 541 Rozhodčí: Lopez, Sabroso (ESP) |

| 3. srpna 2012 16:15 | Rusko      | 31:27      | Brazílie       | Londýn (Copper Box) Počet diváků: 4 741 Rozhodčí: Lazaar, Reveret (FRA) |
| 3. srpna 2012 16:15 | Turejová 7 | (15:14)    | Nascimentová 9 | Londýn (Copper Box) Počet diváků: 4 741 Rozhodčí: Lazaar, Reveret (FRA) |
| 3. srpna 2012 16:15 | 7× 3×      | Report A B | 2×             | Londýn (Copper Box) Počet diváků: 4 741 Rozhodčí: Lazaar, Reveret (FRA) |

| 5. srpna 2012 11:15 | Brazílie   | 29:26      | Angola     | Londýn (Copper Box) Počet diváků: 4 585 Rozhodčí: Bartlett, Stokes (GBR) |
| 5. srpna 2012 11:15 | 3 hráčky 5 | (14:9)     | Kialaová 6 | Londýn (Copper Box) Počet diváků: 4 585 Rozhodčí: Bartlett, Stokes (GBR) |
| 5. srpna 2012 11:15 | 1× 3×      | Report A B | 3×         | Londýn (Copper Box) Počet diváků: 4 585 Rozhodčí: Bartlett, Stokes (GBR) |

| 5. srpna 2012 14:30 | Černá Hora     | 25:25      | Rusko      | Londýn (Copper Box) Počet diváků: 4 444 Rozhodčí: Abrahamsen, Kristiansen (NOR) |
| 5. srpna 2012 14:30 | Bulatovićová 7 | (15:16)    | 3 hráčky 4 | Londýn (Copper Box) Počet diváků: 4 444 Rozhodčí: Abrahamsen, Kristiansen (NOR) |
| 5. srpna 2012 14:30 | 6× 2×          | Report A B | 8× 2× 1×   | Londýn (Copper Box) Počet diváků: 4 444 Rozhodčí: Abrahamsen, Kristiansen (NOR) |

| 5. srpna 2012 16:15 | Chorvatsko | 34:17      | Velká Británie   | Londýn (Copper Box) Počet diváků: 4 792 Rozhodčí: Marina, Minore (ARG) |
| 5. srpna 2012 16:15 | 3 hráčky 5 | (17:6)     | Fairbrotherová 3 | Londýn (Copper Box) Počet diváků: 4 792 Rozhodčí: Marina, Minore (ARG) |
| 5. srpna 2012 16:15 | 3×         | Report A B | 4× 3×            | Londýn (Copper Box) Počet diváků: 4 792 Rozhodčí: Marina, Minore (ARG) |

### Skupina B
|    |           | FRA   | KOR   | ESP   | NOR   | DEN   | SWE   | V | R | P | Skóre   | B |
| 1. | Francie   | ***   | 24:21 | 18:18 | 24:23 | 30:24 | 29:17 | 4 | 1 | 0 | 125:103 | 9 |
| 2. | Korea     | 21:24 | ***   | 31:27 | 27:27 | 25:24 | 32:28 | 3 | 1 | 1 | 136:130 | 7 |
| 3. | Španělsko | 18:18 | 27:31 | ***   | 25:20 | 24:21 | 25:24 | 3 | 1 | 1 | 119:114 | 7 |
| 4. | Norsko    | 23:24 | 27:27 | 20:25 | ***   | 24:23 | 24:21 | 2 | 1 | 2 | 118:120 | 5 |
| 5. | Dánsko    | 24:30 | 24:25 | 21:24 | 23:24 | ***   | 21:18 | 1 | 0 | 4 | 113:121 | 2 |
| 6. | Švédsko   | 17:29 | 28:32 | 24:25 | 21:24 | 18:21 | ***   | 0 | 0 | 5 | 108:131 | 0 |

| 28. července 2012 11:15 | Španělsko   | 27:31      | Jižní Korea   | Londýn (Copper Box) Počet diváků: 3 900 Rozhodčí: Gubica, Milošević (CRO) |
| 28. července 2012 11:15 | Martínová 7 | (12:16)    | Ryu Eun-Hee 9 | Londýn (Copper Box) Počet diváků: 3 900 Rozhodčí: Gubica, Milošević (CRO) |
| 28. července 2012 11:15 | 2× 3×       | Report A B | 3×            | Londýn (Copper Box) Počet diváků: 3 900 Rozhodčí: Gubica, Milošević (CRO) |

| 28. července 2012 16:15 | Dánsko    | 21:18      | Švédsko      | Londýn (Copper Box) Počet diváků: 3 942 Rozhodčí: Nikolić, Stojković (SRB) |
| 28. července 2012 16:15 | Skovová 6 | (8:10)     | Gulldénová 5 | Londýn (Copper Box) Počet diváků: 3 942 Rozhodčí: Nikolić, Stojković (SRB) |
| 28. července 2012 16:15 | 4× 3×     | Report A B | 3× 4×        | Londýn (Copper Box) Počet diváků: 3 942 Rozhodčí: Nikolić, Stojković (SRB) |

| 28. července 2012 21:15 | Norsko      | 23:24      | Francie                   | Londýn (Copper Box) Počet diváků: 3 968 Rozhodčí: Krstić, Ljubić (SLO) |
| 28. července 2012 21:15 | Alstadová 5 | (12:17)    | Baudouinová, Signateová 5 | Londýn (Copper Box) Počet diváků: 3 968 Rozhodčí: Krstić, Ljubić (SLO) |
| 28. července 2012 21:15 | 2× 3×       | Report A B | 5× 4× 1×                  | Londýn (Copper Box) Počet diváků: 3 968 Rozhodčí: Krstić, Ljubić (SLO) |

| 30. července 2012 11:15 | Jižní Korea | 25:24      | Dánsko      | Londýn (Copper Box) Počet diváků: 4 393 Rozhodčí: Duţăová, Florescuová (ROU) |
| 30. července 2012 11:15 | Jo Hyo-Bi 5 | (11:10)    | Larsenová 7 | Londýn (Copper Box) Počet diváků: 4 393 Rozhodčí: Duţăová, Florescuová (ROU) |
| 30. července 2012 11:15 | 1× 3×       | Report A B | 2× 3×       | Londýn (Copper Box) Počet diváků: 4 393 Rozhodčí: Duţăová, Florescuová (ROU) |

| 30. července 2012 16:15 | Francie      | 18:18      | Španělsko   | Londýn (Copper Box) Počet diváků: 4 671 Rozhodčí: Horáček, Novotný (CZE) |
| 30. července 2012 16:15 | Dembeleová 6 | (7:10)     | Manguéová 6 | Londýn (Copper Box) Počet diváků: 4 671 Rozhodčí: Horáček, Novotný (CZE) |
| 30. července 2012 16:15 | 6× 3× 1×     | Report A B | 4×          | Londýn (Copper Box) Počet diváků: 4 671 Rozhodčí: Horáček, Novotný (CZE) |

| 30. července 2012 21:15 | Švédsko         | 21:24      | Norsko                 | Londýn (Copper Box) Počet diváků: 4 459 Rozhodčí: Coulibaly, Diabate (CIV) |
| 30. července 2012 21:15 | Torstensonová 6 | (9:14)     | Korenová, Sullandová 5 | Londýn (Copper Box) Počet diváků: 4 459 Rozhodčí: Coulibaly, Diabate (CIV) |
| 30. července 2012 21:15 | 3×              | Report A B | 3×                     | Londýn (Copper Box) Počet diváků: 4 459 Rozhodčí: Coulibaly, Diabate (CIV) |

| 1. srpna 2012 9:30 | Norsko        | 27:27      | Jižní Korea | Londýn (Copper Box) Počet diváků: 4 178 Rozhodčí: Nachevski, Nikolov (MKD) |
| 1. srpna 2012 9:30 | Sullandová 11 | (13:15)    | 3 hráčky 6  | Londýn (Copper Box) Počet diváků: 4 178 Rozhodčí: Nachevski, Nikolov (MKD) |
| 1. srpna 2012 9:30 | 3×            | Report A B | 3× 2×       | Londýn (Copper Box) Počet diváků: 4 178 Rozhodčí: Nachevski, Nikolov (MKD) |

| 1. srpna 2012 14:30 | Francie    | 29:17      | Švédsko   | Londýn (Copper Box) Počet diváků: 4 638 Rozhodčí: Gubica, Milošević (CRO) |
| 1. srpna 2012 14:30 | 3 hráčky 4 | (16:11)    | Ahlmová 6 | Londýn (Copper Box) Počet diváků: 4 638 Rozhodčí: Gubica, Milošević (CRO) |
| 1. srpna 2012 14:30 | 2× 3×      | Report A B | 1× 3×     | Londýn (Copper Box) Počet diváků: 4 638 Rozhodčí: Gubica, Milošević (CRO) |

| 1. srpna 2012 19:30 | Španělsko   | 24:21      | Dánsko        | Londýn (Copper Box) Počet diváků: 4 489 Rozhodčí: Geipel, Helbig (GER) |
| 1. srpna 2012 19:30 | Manguéová 7 | (14:9)     | Nørgaardová 7 | Londýn (Copper Box) Počet diváků: 4 489 Rozhodčí: Geipel, Helbig (GER) |
| 1. srpna 2012 19:30 | 3× 1×       | Report A B | 1× 3×         | Londýn (Copper Box) Počet diváků: 4 489 Rozhodčí: Geipel, Helbig (GER) |

| 3. srpna 2012 11:15 | Jižní Korea  | 21:24      | Francie        | Londýn (Copper Box) Počet diváků: 4 568 Rozhodčí: Nikolić, Stojković (SRB) |
| 3. srpna 2012 11:15 | Sim Hae-In 6 | (12:10)    | Lacrabèreová 4 | Londýn (Copper Box) Počet diváků: 4 568 Rozhodčí: Nikolić, Stojković (SRB) |
| 3. srpna 2012 11:15 | 3× 2×        | Report A B | 2× 4×          | Londýn (Copper Box) Počet diváků: 4 568 Rozhodčí: Nikolić, Stojković (SRB) |

| 3. srpna 2012 19:30 | Španělsko              | 25:24      | Švédsko         | Londýn (Copper Box) Počet diváků: 4 234 Rozhodčí: Al-Nuaimi, Omar (UAE) |
| 3. srpna 2012 19:30 | Manguéová, Albertová 6 | (11:10)    | Fogelströmová 5 | Londýn (Copper Box) Počet diváků: 4 234 Rozhodčí: Al-Nuaimi, Omar (UAE) |
| 3. srpna 2012 19:30 | 3×                     | Report A B | 2× 4×           | Londýn (Copper Box) Počet diváků: 4 234 Rozhodčí: Al-Nuaimi, Omar (UAE) |

| 3. srpna 2012 21:15 | Dánsko        | 23:24      | Norsko    | Londýn (Copper Box) Počet diváků: 4 720 Rozhodčí: Horáček, Novotný (CZE) |
| 3. srpna 2012 21:15 | Norgaardová 9 | (11:12)    | Lokeová 6 | Londýn (Copper Box) Počet diváků: 4 720 Rozhodčí: Horáček, Novotný (CZE) |
| 3. srpna 2012 21:15 | 2× 3×         | Report A B | 4×        | Londýn (Copper Box) Počet diváků: 4 720 Rozhodčí: Horáček, Novotný (CZE) |

| 5. srpna 2012 9:30 | Švédsko       | 28:32      | Jižní Korea    | Londýn (Copper Box) Počet diváků: 4 180 Rozhodčí: Abdulla, Bamutref (QAT) |
| 5. srpna 2012 9:30 | Flognmanová 8 | (13:16)    | Ryu Eun-Hee 10 | Londýn (Copper Box) Počet diváků: 4 180 Rozhodčí: Abdulla, Bamutref (QAT) |
| 5. srpna 2012 9:30 | 4×            | Report A B | 5× 3×          | Londýn (Copper Box) Počet diváků: 4 180 Rozhodčí: Abdulla, Bamutref (QAT) |

| 5. srpna 2012 19:30 | Norsko     | 20:25      | Španělsko  | Londýn (Copper Box) Počet diváků: 4 345 Rozhodčí: Krstić, Ljubić (SLO) |
| 5. srpna 2012 19:30 | Korenová 6 | (11:11)    | Alonsová 7 | Londýn (Copper Box) Počet diváků: 4 345 Rozhodčí: Krstić, Ljubić (SLO) |
| 5. srpna 2012 19:30 | 4× 3×      | Report A B | 4× 3× 1×   | Londýn (Copper Box) Počet diváků: 4 345 Rozhodčí: Krstić, Ljubić (SLO) |

| 5. srpna 2012 21:15 | Dánsko         | 24:30      | Francie     | Londýn (Copper Box) Počet diváků: 4 616 Rozhodčí: Duţăová, Florescuová (ROU) |
| 5. srpna 2012 21:15 | Nørgaardová 10 | (10:17)    | Nijtamová 6 | Londýn (Copper Box) Počet diváků: 4 616 Rozhodčí: Duţăová, Florescuová (ROU) |
| 5. srpna 2012 21:15 | 2× 3×          | Report A B | 1× 2×       | Londýn (Copper Box) Počet diváků: 4 616 Rozhodčí: Duţăová, Florescuová (ROU) |

### Čtvrtfinále
| 7. srpna 2012 10:00 | Brazílie          | 19:21      | Norsko     | Londýn (Copper Box) Počet diváků: 4 549 Rozhodčí: Ch. a J. Bonaventurová (FRA) |
| 7. srpna 2012 10:00 | do Nascimentová 5 | (13:9)     | Korenová 5 | Londýn (Copper Box) Počet diváků: 4 549 Rozhodčí: Ch. a J. Bonaventurová (FRA) |
| 7. srpna 2012 10:00 | 3×                | Report A B | 1× 2×      | Londýn (Copper Box) Počet diváků: 4 549 Rozhodčí: Ch. a J. Bonaventurová (FRA) |

| 7. srpna 2012 13:30 | Španělsko  | 25:22      | Chorvatsko  | Londýn (Copper Box) Počet diváků: 4 553 Rozhodčí: Horáček, Novotný (CZE) |
| 7. srpna 2012 13:30 | Pinedová 7 | (13:12)    | Tatariová 5 | Londýn (Copper Box) Počet diváků: 4 553 Rozhodčí: Horáček, Novotný (CZE) |
| 7. srpna 2012 13:30 | 3×         | Report A B | 6× 3×       | Londýn (Copper Box) Počet diváků: 4 553 Rozhodčí: Horáček, Novotný (CZE) |

| 7. srpna 2012 17:00 | Rusko                  | 23:24      | Jižní Korea   | Londýn (Copper Box) Počet diváků: 4 299 Rozhodčí: Lopéz, Sabroso (ESP) |
| 7. srpna 2012 17:00 | Postnovová, Levinová 5 | (11:14)    | Gwon Han-Na 6 | Londýn (Copper Box) Počet diváků: 4 299 Rozhodčí: Lopéz, Sabroso (ESP) |
| 7. srpna 2012 17:00 | 2× 4×                  | Report A B | 5× 3×         | Londýn (Copper Box) Počet diváků: 4 299 Rozhodčí: Lopéz, Sabroso (ESP) |

| 7. srpna 2012 20:30 | Francie      | 22:23     | Černá Hora                 | Londýn (Copper Box) Počet diváků: 4 559 Rozhodčí: Olesen, Pedersen (DEN) |
| 7. srpna 2012 20:30 | Signateová 5 | (13:13)   | Popovićová, Bulatovićová 6 | Londýn (Copper Box) Počet diváků: 4 559 Rozhodčí: Olesen, Pedersen (DEN) |
| 7. srpna 2012 20:30 | 2× 3×        | Report AB | 3× 4×                      | Londýn (Copper Box) Počet diváků: 4 559 Rozhodčí: Olesen, Pedersen (DEN) |

### Semifinále
| 9. srpna 2012 17:00 | Norsko | 31:25      | Jižní Korea   | Londýn (Basketball Arena) Počet diváků: 9 274 Rozhodčí: Gubica, Milošević (CRO) |
| 9. srpna 2012 17:00 | Løke 8 | (18:15)    | Gwon Han-Na 7 | Londýn (Basketball Arena) Počet diváků: 9 274 Rozhodčí: Gubica, Milošević (CRO) |
| 9. srpna 2012 17:00 | 2× 3×  | Report A B | 2× 3×         | Londýn (Basketball Arena) Počet diváků: 9 274 Rozhodčí: Gubica, Milošević (CRO) |

| 9. srpna 2012 20:30 | Španělsko   | 26:27      | Černá Hora     | Londýn (Basketball Arena) Počet diváků: 9 087 Rozhodčí: Krstić, Ljubić (SLO) |
| 9. srpna 2012 20:30 | Albertová 6 | (13:13)    | Bulatovićová 9 | Londýn (Basketball Arena) Počet diváků: 9 087 Rozhodčí: Krstić, Ljubić (SLO) |
| 9. srpna 2012 20:30 | 1× 2×       | Report A B | 4× 3×          | Londýn (Basketball Arena) Počet diváků: 9 087 Rozhodčí: Krstić, Ljubić (SLO) |

### Finále
| 11. srpna 2012 20:30 | Norsko        | 26:23      | Černá Hora      | Londýn (Basketball Arena) Počet diváků: 9 739 Rozhodčí: Ch. a J. Bonaventurová (FRA) |
| 11. srpna 2012 20:30 | Sullandová 10 | (13:10)    | Bulatovićová 10 | Londýn (Basketball Arena) Počet diváků: 9 739 Rozhodčí: Ch. a J. Bonaventurová (FRA) |
| 11. srpna 2012 20:30 | 3×            | Report A B | 6× 3×           | Londýn (Basketball Arena) Počet diváků: 9 739 Rozhodčí: Ch. a J. Bonaventurová (FRA) |

### O 3. místo
| 11. srpna 2012 17:00 | Jižní Korea                 | 29:31(PR)  | Španělsko                    | Londýn (Basketball Arena) Počet diváků: 9 622 Rozhodčí: Olesen, Pedersen (DEN) |
| 11. srpna 2012 17:00 | Gwon Han-Na 7               | (13:13)    | Franciscaová, Fernándezová 5 | Londýn (Basketball Arena) Počet diváků: 9 622 Rozhodčí: Olesen, Pedersen (DEN) |
| 11. srpna 2012 17:00 | 2× 1×                       | Report A B | 4× 2×                        | Londýn (Basketball Arena) Počet diváků: 9 622 Rozhodčí: Olesen, Pedersen (DEN) |
| 11. srpna 2012 17:00 | ZČ: 24:24, Prodl.: 4:4, 1:3 |            |                              | Londýn (Basketball Arena) Počet diváků: 9 622 Rozhodčí: Olesen, Pedersen (DEN) |

### Soupisky
1.  Norsko
| - Kari Aalvik Grimsbøová - Karoline Næssová - Ida Alstadová - Heidi Løkeová - Tonje Nøstvoldová | - Karoline Dyhre Breivangová - Kristine Lunde-Borgersenová - Kari Mette Johansenová - Marit Malm Frafjordová - Linn Jørum Sullandová | - Katrine Lunde Haraldsenová - Linn-Kristin Riegelhuthová - Gøril Snorroeggenová - Amanda Kurtovićová - Camilla Herremová |

2.  Černá Hora
| - Marina Vukčevićová - Radmila Miljanićová - Jovanka Radičevićová - Ana Đokićová - Marija Jovanovićová | - Ana Radovićová - Anđela Bulatovićová - Sonja Barjaktarovićová - Maja Savićová - Bojana Popovićová | - Jasna Toškovićová - Suzana Lazovićová - Katarina Bulatovićová - Majda Mehmedovićová - Milena Kneževićová |

3.  Španělsko
| - Andrea Barnóová - Carmen Martínová - Nely Carla Albertová - Beatriz Fernándezová - Verónica Cuadradová | - Marta Manguéová - Macarena Aguilarová - Silvia Navarrová - Jessica Alonsová - Elisabet Chávezová | - Elisabeth Pinedová - Begoña Fernándezová - Vanessa Amorósová - Patricia Elorzaová - Mihaela Ciobanuová |

### Konečné pořadí
| XXX. | Olympijské hry | Z | V | R | P | Skóre   | B  |
| ---- | -------------- | - | - | - | - | ------- | -- |
| 1.   | Norsko         | 8 | 5 | 1 | 2 | 196:187 | 11 |
| 2.   | Černá Hora     | 8 | 4 | 1 | 3 | 210:197 | 9  |
| 3.   | Španělsko      | 8 | 5 | 1 | 2 | 201:192 | 11 |
| 4.   | Korea          | 8 | 4 | 1 | 3 | 214:215 | 9  |
| 5.   | Francie        | 6 | 4 | 1 | 1 | 147:126 | 9  |
| 6.   | Brazílie       | 6 | 4 | 0 | 2 | 156:143 | 8  |
| 7.   | Chorvatsko     | 6 | 4 | 0 | 2 | 167:140 | 8  |
| 8.   | Rusko          | 6 | 3 | 1 | 2 | 174:149 | 7  |
| 9.   | Dánsko         | 5 | 1 | 0 | 4 | 113:121 | 2  |
| 10.  | Angola         | 5 | 1 | 0 | 4 | 132:142 | 2  |
| 11.  | Švédsko        | 5 | 0 | 0 | 5 | 108:131 | 0  |
| 12.  | Velká Británie | 5 | 0 | 0 | 5 | 91:166  | 0  |

## Rozhodčí
- Charlotte Bonaventurová a Julie Bonaventurová
- Diana-Carmen Florescuová a Anamaria Dutaová
- Carlos Maria Mariana a Dario Leonel Minore
- Yalatima Coulibali a Mamoudou Diabate
- Matija Gubica a Boris Miloševič
- Václav Horáček a Jiří Novotný
- Per Olesen a Lars Ejby Pedersen
- Oscar Raluy a Angel Sabroso
- Nordine Lazaar a Laurent Reveret
- Brian Bartlett a Allan Stokes
- Lars Geipel a Marcus Helbig
- Gjorgy Nachevski a Slave Nikolov
- Kenneth Abrahamsen a Arne M. Kristiansen
- Mansour Abdulla Al-Suwaidi a Saleh Jamaan Bamurtef
- Nenad Krstič a Peter Ljubič
- Nehnad Nikolič a Dušan Stojkovič
- Omar Mohammed Zubaeer Al-Marzouqi a Mohammed Rashid Mohamed Al-Nuaimi